# 털리도 스포츠 아레나

털리도 스포츠 아레나(Toledo Sports Arena)는 미국 오하이오주 털리도에 위치한 실내 경기장이다. 과거 IHL 털리도 머큐리스, 털리도 블레이즈, 털리도 호니츠, 털리도 골디거즈와 ECHL 털리도 스톰의 홈경기장으로 사용했다.